# Ljusteknik

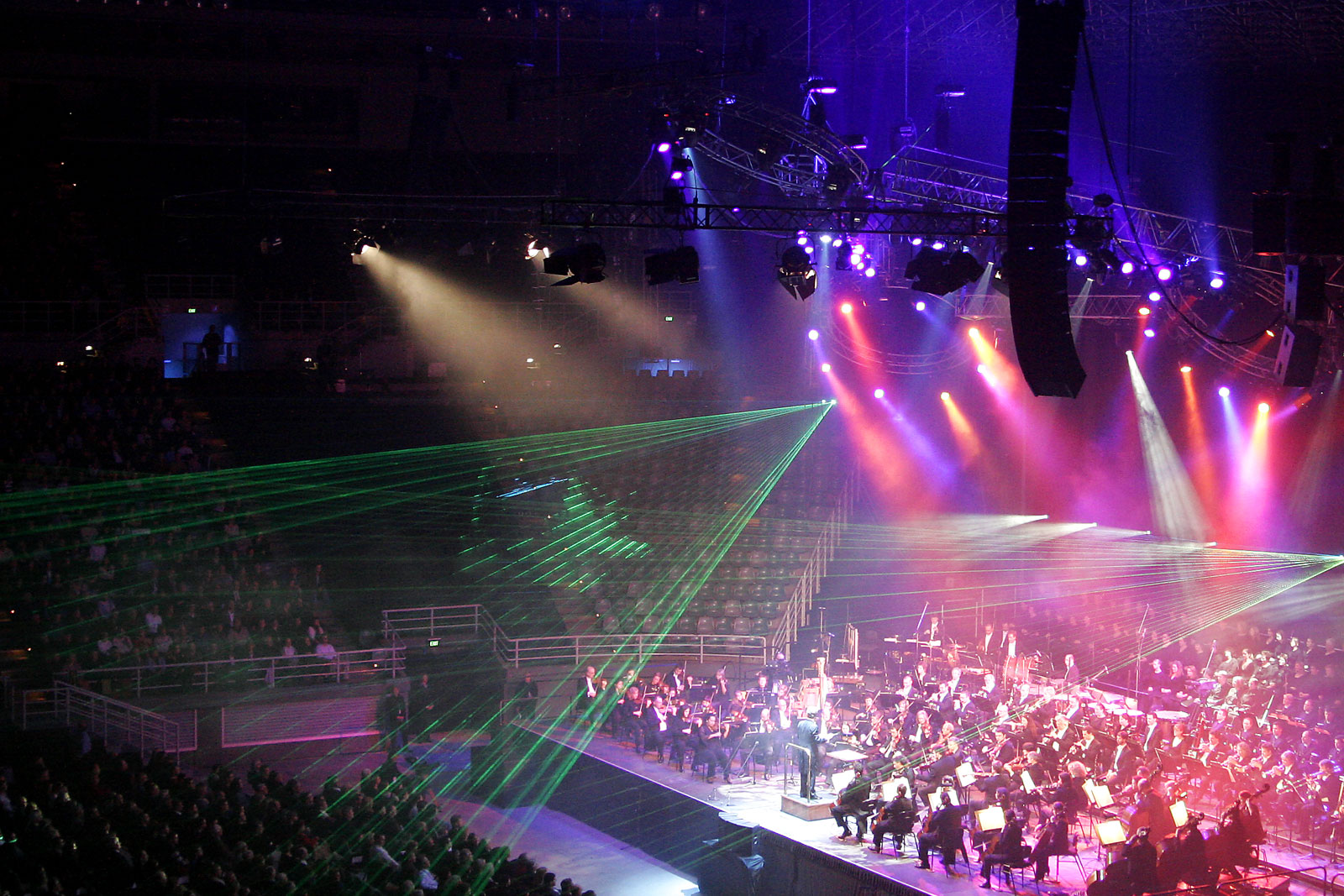
Ljusshow med laser under en konsert

Ljusteknik är det område inom scenteknik som behandlar ljussättning och styrning av ljus.
De personer som sysslar med ljusteknik kallas för ljustekniker eller ljussättare. I princip sysslar ljustekniker med de tekniska aspekterna av ljusteknik medan ljussättare sysslar med de konstnärliga.
Ljusteknik används inom ett stort antal områden, där många på något sätt är kopplade till underhållning. Exempel på dessa områden är:
- Teaterljus
- Konsertljus
- TV-ljus
- Filmljus

Inom ljustekniken kan en stor mängd utrustning användas för att uppnå de effekter som önskas. Utrustningen innefattar allt från ljuskällor (till exempel strålkastare, lasermoduler, projektorer och LED-effekter) till styrutrustning och manöverenheter (till exempel ljusbord, dimmrar, switchar, controllers och datorer med mjukvara för ljusstyring).
En ljusproduktion utnyttjar ofta ett stort antal enheter som alla skall kunna styras. För att åstadkomma detta kopplas enheterna i de flesta fall ihop och kommunicerar med varandra genom det så kallade DMX512-protokollet.
Ljustekniken hanterar inte bara ljus utan även andra effekter som till exempel kan förstärka upplevelsen ev ljuset. Exempel på detta kan vara olika typer av rök eller dimma. Ljustekniker hanterar ofta även andra typer av effekter även om de ibland inte ligger inom området för ljusteknik.